# PEN/Faulkner Award
Le PEN/Faulkner Award for Fiction est un prix littéraire américain attribué chaque année depuis 1981 par la fondation du même nom à un auteur publié en anglais et résidant aux États-Unis (américain ou non). Son nom est un hommage au romancier William Faulkner.
Le lauréat reçoit 15 000 dollars et lit son œuvre à la Folger Shakespeare Library de Washington.

## Lauréats du PEN/Faulkner Award
- 1981 : Walter Abish pour Allemand, dites-vous ? (How German Is It)
- 1982 : David Bradley pour L'Incident (The Chaneysville Incident)
- 1983 : Toby Olson pour Seaview
- 1984 : John Edgar Wideman pour Le Rocking-chair qui bat la mesure (Sent for You Yesterday)
- 1985 : Tobias Wolff pour Engrenages (The Barracks Thief)
- 1986 : Peter Taylor pour La Vieille Forêt (The Old Forest)
- 1987 : Richard Wiley pour Soldiers in Hiding
- 1988 : T. C. Boyle pour Au bout du monde (World's End)
- 1989 : James Salter pour American express (Dusk and Other Stories)
- 1990 : E. L. Doctorow pour Billy Bathgate (Billy Bathgate)
- 1991 : John Edgar Wideman pour L'Incendie de Philadelphie (Philadelphia Fire)
- 1992 : Don DeLillo pour Mao II (Mao II)
- 1993 : Annie Proulx pour Cartes postales (Postcards)
- 1994 : Philip Roth pour Opération Shylock : Une confession (Operation Shylock)
- 1995 : David Guterson pour La neige tombait sur les cèdres (Snow Falling on Cedars)
- 1996 : Richard Ford pour Indépendance (Independence Day)
- 1997 : Gina Berriault pour Women in Their Beds
- 1998 : Rafi Zabor pour Un ours à Manhattan (The Bear Comes Home)
- 1999 : Michael Cunningham pour Les Heures (The Hours)
- 2000 : Ha Jin pour La Longue Attente (Waiting)
- 2001 : Philip Roth pour La Tache (The Human Stain)
- 2002 : Ann Patchett pour Bel Canto (Bel Canto)
- 2003 : Sabina Murray pour The Caprices
- 2004 : John Updike pour The Early Stories: 1953-1975
- 2005 : Ha Jin pour Les Rebuts de la guerre (War Trash)
- 2006 : E. L. Doctorow pour La Marche (The March)
- 2007 : Philip Roth pour Un homme (Everyman)
- 2008 : Kate Christensen pour The Great Man
- 2009 : Joseph O'Neill pour Netherland
- 2010 : Sherman Alexie pour Danses de guerre (War Dances)
- 2011 : Deborah Eisenberg pour The Collected Stories of Deborah Eisenberg
- 2012 : Julie Otsuka pour Certaines n'avaient jamais vu la mer (The Buddha in the Attic)
- 2013 : Benjamin Alire Sáenz pour Everything Begins and Ends at the Kentucky Club
- 2014 : Karen Joy Fowler pour Nos années sauvages (We Are All Completely Beside Ourselves)
- 2015 : Atticus Lish pour Parmi les loups et les bandits (Preparation for the Next Life)
- 2016 : James Hannaham pour Delicious Foods
- 2017 : Imbolo Mbue pour Voici venir les rêveurs (Behold the Dreamers)
- 2018 : Joan Silber pour Improvement
- 2019 : Azareen Van der Vliet Oloomi (en) pour Call Me Zebra
- 2020 : Chloe Aridjis (en) pour Sea Monsters
- 2021 : Deesha Philyaw pour The Secret Lives of Church Ladies
- 2022 : Rabih Alameddine pour La Réfugiée (The Wrong End of the Telescope)